# Bruce Munslow
Bruce James Munslow (1915-2006) est un romancier britannique, auteur de roman policier.

## Biographie
Entre 1951 et 1965, il publie cinq romans policiers, dont deux ont été traduits en France : Spider Run Alive (1961), sous le titre Assurance mort, dans la collection Un mystère des Presses de la Cité en 1962 ; et Joker Takes Queen (1965), sous le titre Le joker prend la reine, dans la collection Le Masque de la Librairie des Champs-Élysées en 1969.

## Œuvre

### Romans
- The Secret of the Little Flea (1951)
- Deep Sand (1955)
- No Safe Road (1960)
- Spider Run Alive (1961) Publié en français sous le titre Assurance mort, Paris, Presses de la Cité, Un mystère, 1re série, no 614, 1962
- Joker Takes Queen (1965) Publié en français sous le titre Le joker prend la reine, Paris, Librairie des Champs-Élysées, Le Masque no 1059, 1969

## Sources
- Jacques Baudou et Jean-Jacques Schleret, Le Vrai Visage du Masque, vol. 1, Paris, Futuropolis, 1984, 476 p. (OCLC 311506692), p. 164.